# كفاني يا قلب
كفاني يا قلب هي رواية من تأليف الكاتب والصحفيّ المصري الراحل موسى صبري صدرت للمرة الأولى في عام 1976 عن دار المكتب المصري الحديث للطباعة والنشر، واقتُبس عنها فيلم سينمائي عُرض في عام 1977 بعنوان «كفاني يا قلب» وكان من إخراج حسن يوسف وبطولة فريد شوقي وشمس البارودي.

## عن الكتاب
تدور أحداث رواية كفاني يا قلب حول امرأة طموحة على الرغم من زواجها من الرجل الذي أحبته على غير رغبة عائلتها فإنها تقرر الهرب منه والعمل بالصحافة لكي ترتقي اجتماعيًا.